# Neue Sparkasse von 1864
Die Neue Sparcasse von 1864 (kurz: Neuspar; Kürzel zur Unterscheidung gegenüber der Haspa, dem der Hamburger Sparcasse von 1827) war ein Hamburger Geldinstitut, das nach Meinungsverschiedenheiten im Vorstand der Hamburger Sparcasse von 1827 über die begrenzte Einlagenhöhe von 60 Hamburger Kurant-Mark von Rudolf Martin und F. E. Schlüter gegründet wurde. Sie betrieb in den Hamburger Stadtteilen Zweigstellen wie die größere Konkurrenz. Die Neuspar existierte bis 1971 als kleinere der beiden konkurrierenden Sparkassen.
Zur Wende ins 20. Jahrhundert verfügte sie über Einlagen von fast 90 Mio. Mark. Mit Beginn des Jahres 1972 fusionierte das Institut auf Initiative der Hamburger Sparcasse von 1827 mit der Hamburger Sparkasse. Vor der Fusion im Jahre 1972 betrug die Bilanzsumme der Sparkasse 3 Milliarden DM.
Bemerkenswert ist der frühe Einsatz von Computertechnologie in der Neuen Sparkasse. Die Direktion entschied sich bereits im Februar 1960 dazu, zwei IBM 1401 zu bestellen.